# Iluminati
Iluminati (od latinskog illuminatus, 'prosvjetljeni') je ime koje označava više grupa, stvarnih i fiktivnih. Najčešće se naziv upotrebljava za Bavarske Iluminate, prosvjetiteljsko i tajno društvo utemeljeno u Ingolstadtu, 1776. godine. Od svojih članova zahtijevao je religiozno prosvjećenje i širenje humanističko-kozmopolitske ideje. Djelovanje društva bilo je zabranjeno 1784. godine. Skupina je tada, kako se smatra, prekinula svoje aktivnosti.

## Povijest
Prvi iluminatski pokret je nastao u Italiji. Tamo su ga činili znanstvenici i pisci poput Galilea, koji je bio prvi vođa talijanskih iluminata. Malo nakon osnivanja, Katolička crkva je saznala za iluminate, i uhitili su 4 pripadnika iluminata. Nakon ispitivanja, sva četvorica su bačena na javna mjesta. Nakon toga, iluminati su se povukli u ilegalu, pa poslije toga prešli u druge države, poput Španjolske i Njemačke.
Različite sljedbe pod imenom iluminati, u Španjolskoj poznati pod imenom alluminados ili alumbrados, javljaju se još od 15. stoljeća. U Njemačkoj je društvo iluminata osnovano 1776. godine, a redu su pripadale mnoge poznate osobe, poput Goethea i Herdera.
Njemački iluminati dovode se u vezu s drugim tajnim društvima, osobito sa slobodnim zidarima iako ova veza nije u potpunosti razjašnjena. Pojam iluminizam ili prosvjetljenje može se tumačiti i kao ezoterična struja i kao javan pokret osvještavanja društva. Pretpostavlja se da su bavarski iluminati započeli kao društvo sa željom da pridonesu naprednom razvoju svijeta kroz humanistički svjetonazor, no ovo se kasnije navodno iskvarilo, uglavnom zbog stvarnog nepoznavanja ovog društva i njegovih stvarnih ciljeva, s obzirom na to da njihovo postojanje nije bilo javne naravi.
Ipak, mnogi toretičari zavjere ovo društvo dovode u vezu sa skupinama ljudi koji na tajan način upravljaju svjetskim događajima nastojeći ostvariti raznorazne ciljeve. Među njihove ciljeve navodi se stvaranje jedne globalne države, kontrola prirasta stanovništva, širenje zaraznih bolesti, utjecaj na medije, dakle opći antidemokratski ustroj svijeta.
Zagovornici postojanja Iluminata ističu da mogu izravno ili neizravno utjecati na povijesne događaje, da posjeduju tajna znanja itd.

## Vanjske poveznice
- Catholic Encyclopedia (engl.)
- Illuminati Conspiracy Part One: A Precise Exegesis on the Available Evidence  Arhivirana inačica izvorne stranice od 10. veljače 2011. (Wayback Machine) (engl.)